# Aurora Dan
Aurora Dan-Crişu (Bucarest, 5 ottobre 1955) è un'ex schermitrice rumena, specialista del fioretto, vincitrice di una medaglia d'argento nella scherma ai Giochi olimpici.